# Svietenie
Svietenie (Swietenia) je rod rostlin z čeledi zederachovité. Zahrnuje 3 druhy stálezelených až opadavých stromů se zpeřenými listy a nepříliš nápadnými květy v úžlabních květenstvích. Plodem je tobolka obsahující křídlatá semena. Svietenie jsou rozšířeny v tropické Americe od Mexika po Bolívii a na Karibských ostrovech.
Svietenie poskytují jedno z nejvíce ceněných a také nejznámějších tropických dřev, mahagon. V současnosti je hlavním zdrojem mahagonu svietenie velkolistá, pocházející z pevninské tropické Ameriky a pěstovaná na plantážích v tropech po celém světě.

## Popis
Svietenie jsou jednodomé nebo funkčně dvoudomé stromy. V závislosti na podmínkách mohou být stálezelené nebo opadavé. Mají sudozpeřené listy, složené z celokrajných lístků. Květy jsou jednopohlavné, uspořádané v úžlabních thyrsech. Kalich je asi do poloviny členěný do 5 laloků. Koruna je složená z 5 (řidčeji jen 4) volných lístků. Tyčinky jsou srostlé do miskovité až baňkovité trubičky, nesoucí 8 až 10 prašníků. Semeník obsahuje 5 (4 až 6) komůrek, v nichž je po 9 až 16 vajíčkách. Plodem je dřevnatá tobolka pukající 5 chlopněmi. Plody pukají buď jen od báze, nebo současně od báze a od vrcholu.

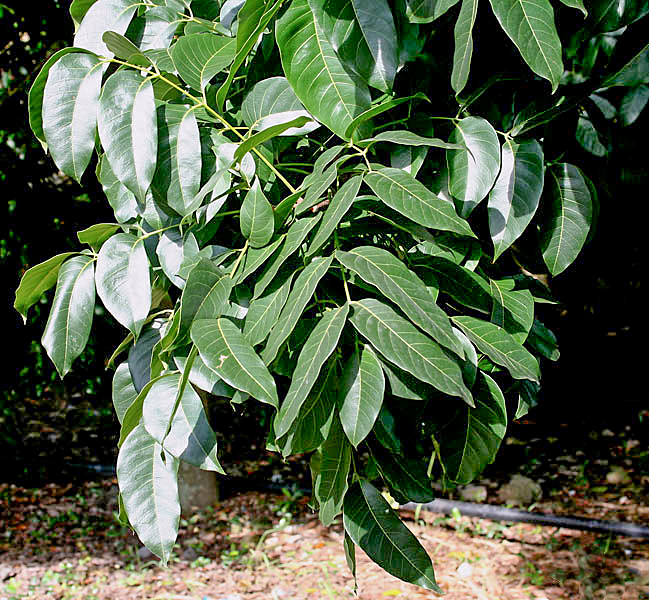
Listy svietenie velkolisté
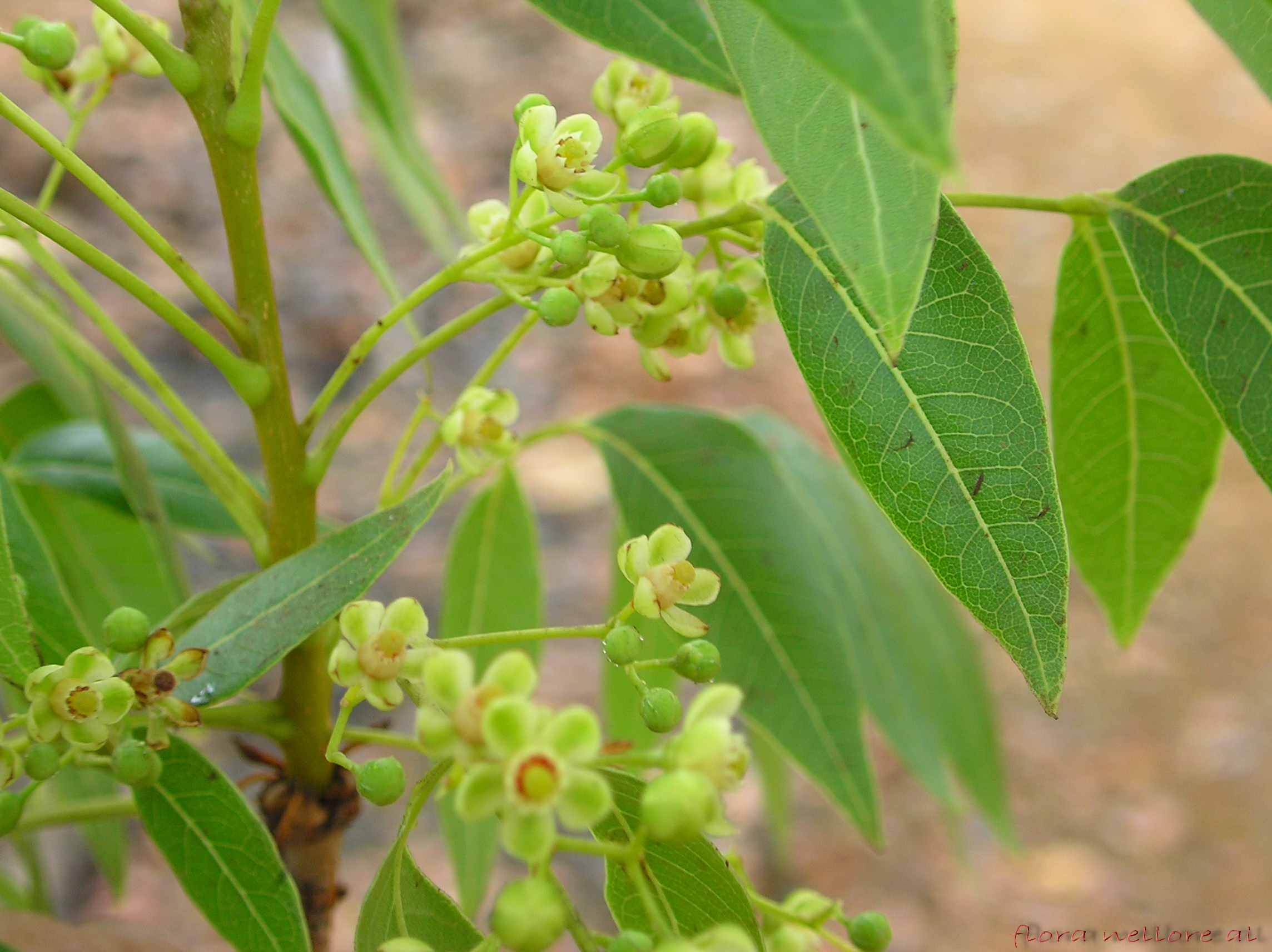
Květenství svietenie mahagonové
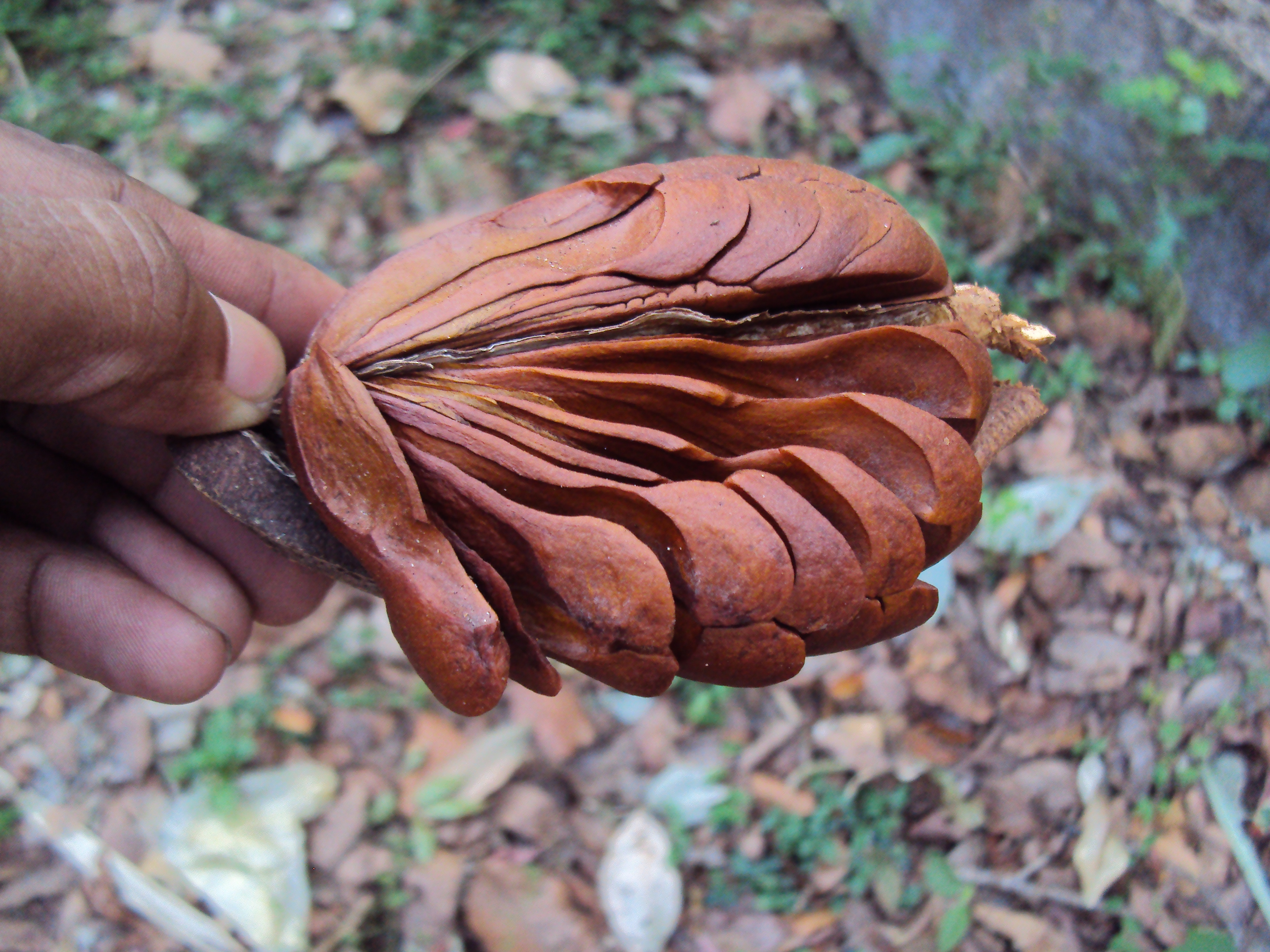
Semena svietenie velkolisté v rozpadajícím se plodu

## Rozšíření a ekologie
Rod svietenie zahrnuje 3 druhy a je rozšířen v tropické Americe.
Největší areál má svietenie velkolistá (Swietenia macrophylla), rozšířená od severního Mexika přes Střední Ameriku po Brazílii a Bolívii. V Jižní Americe roste zejména v oblastech poloopadavých lesů Brazílie a Bolívie a v pásu podél And na sever, zatímco ve velkých částech Amazonie chybí. Swietenia humilis se vyskytuje v Mexiku a Střední Americe. Původní areál svietenie mahagonové (Swietenia mahagoni) je omezen na jižní Floridu a Karibské ostrovy.
Svietenie rostou v poloopadavých a stálezelených tropických lesích. Nejširší ekologické rozpětí ze všech tří druhů má svietenie velkolistá, která se vyskytuje v suchých i vlhkých oblastech, v nížinách i horských polohách, na zaplavovaných půdách i na svazích a na různých typech podloží. Může se vyskytovat v podobě hustých shluků na místě původního pralesního velikána stejně jako v podobě jednotlivých stromů, rozptýlených ve vzrostlejší vegetaci. Dospělé stromy jsou ve zvýšené míře odolné vůči katastrofickým událostem, jako jsou hurikány, požáry a záplavy.
Svietenie mahagonová roste rovněž ve vlhkých i suchých tropických lesích, a to v nadmořských výškách do 800 metrů. Často se vyskytuje na vápencích.

## Ekologické interakce
Nenápadné květy jsou opylovány včelami, můrami a třásněnkami. Křídlatá semena jsou roznášena větrem až na vzdálenost půl kilometru.
Svietenie jsou živnými rostlinami řady můr zejména z čeledí píďalkovití (Geometridae), zavíječovití (Pyralidae), bourovcovití (Lasiocampidae) a slimákovcovití (Limacodidae). K významným škůdcům mahagonových plantáží náleží můry rodu Hypsipyla. V tropické Americe je to především Hypsipyla grandella, v Africe a Asii Hypsipyla robusta. V tropické Asii je svietenie velkolistá zástupnou živnou rostlinou housenek největšího motýla světa, kterým je martináč atlas (Attacus atlas). Ve větvích se vyvíjejí housenky drvopleně Polyphagozerra coffeae (syn. Zeuzera coffeae).

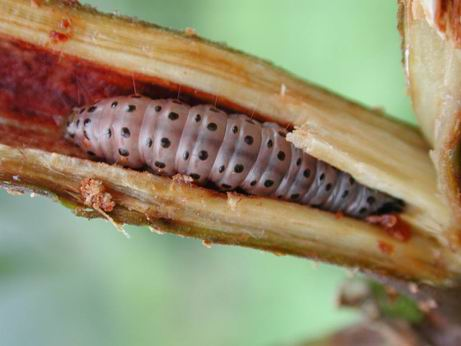
Larva můry Hypsipyla grandella
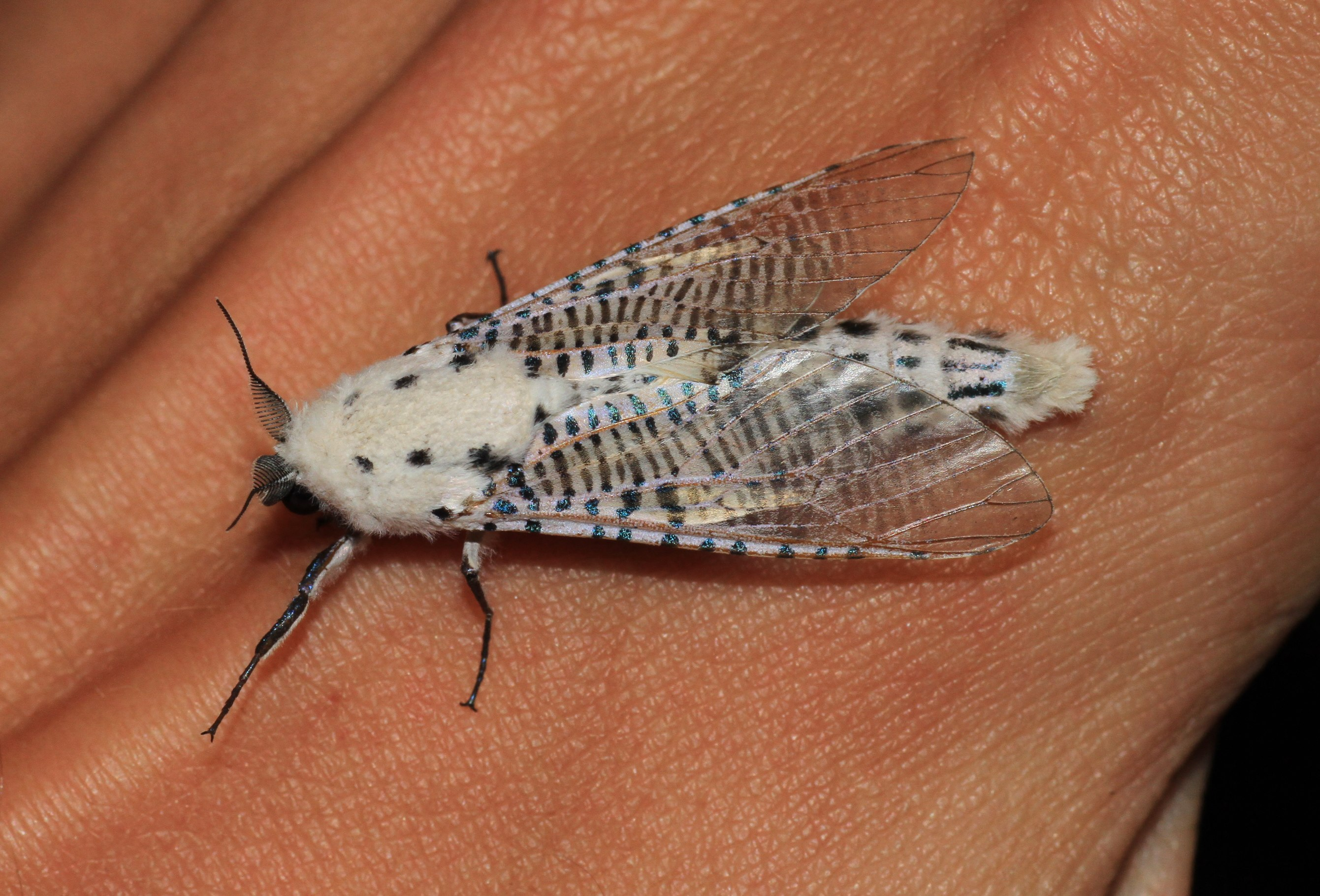
Drvopleň Polyphagozerra coffeae

## Obsahové látky
Hlavními obsahovými látkami svietenií jsou limonoidy a jejich deriváty, jako je swietenin, andirobin, swietenolid a četné jiné. Dále jsou přítomny silice, polyfenoly (katechin, epikatechin), steroidy (β-sitosterol, stigmasterol aj.) a kumariny (skopoletin).

## Taxonomie
Rod Swietenia je v rámci čeledi Meliaceae řazen do podčeledi Cedreloideae (syn. Swietenioideae). Nejblíže příbuznými rody jsou Khaya (5 druhů v tropické Africe a na Madagaskaru) a Carapa (24 druhů v tropické Africe a Americe).

## Prehistorie
Nálezy fosilních pozůstatků rodu Swietenia jsou jen sporadické.
Na karibském ostrově Hispaniola byl v jantaru nalezen zachovalý samčí květ svietenie, pocházející z období středních třetihor. Druh byl pojmenován †Swietenia dominicensis. Květ jiného druhu, popsaného jako †Swietenia miocenica, byl nalezen v jantaru v mexickém státě Chiapas; pochází z období raného miocénu.

## Zástupci
- svietenie mahagonová (Swietenia mahagoni)
- svietenie velkolistá (Swietenia macrophylla)

## Význam
Svietenie jsou těženy pro jedno z nejvíce ceněných tropických dřev, mahagon. Pravý neboli americký mahagon byl zprvu získáván z karibské svietenie mahagonové, po jejím vyčerpání se začal využívat druh svietenie velkolistá, která je v současnosti jediným komerčně významným druhem. Je pěstována na plantážích v tropech po celém světě.
Svietenie velkolistá je využívána v tradiční medicíně v tropické Asii i jinde ve světě k léčení široké palety neduhů. Téměř každá část rostliny má lékařské využití. Plody jsou složkou komerčních produktů ke zlepšení krevního oběhu a kondice pleti. Semena jsou v Malajsii tradičně používána k léčení vysokého krevního tlaku, cukrovky a k úlevě od bolesti. Byly u nich zjištěny i protirakovinné účinky. V Indonésii se používají také při léčbě malárie, v Bolívii je domorodci využívají při leishmaniózách. Extrakt z kůry slouží jako adstringens při léčení zranění.
Rovněž kůra svietenie mahagonové má svíravé a antipyretické účinky. V Karibiku je používána jako náhrada chinovníkové kůry.
Svietenie mahagonová je používána k zalesňování a vysazuje se jako stínící dřevina na plantážích jiných stromů pěstovaných pro dřevo. Někdy se pěstuje i jako okrasný strom.
Extrakt z kůry svietenie velkolisté je občas používán k barvení na červeno a k vydělávání kůží.

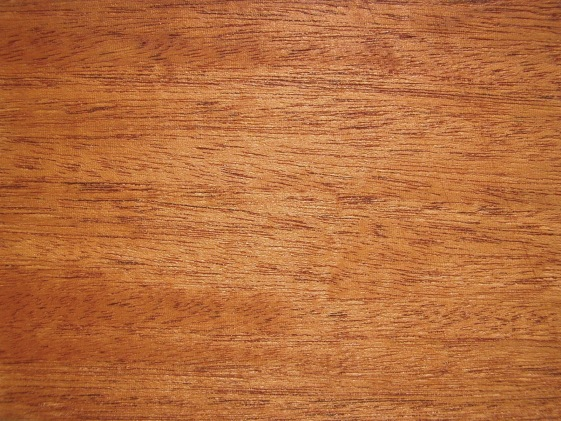
Dřevo svietenie velkolisté
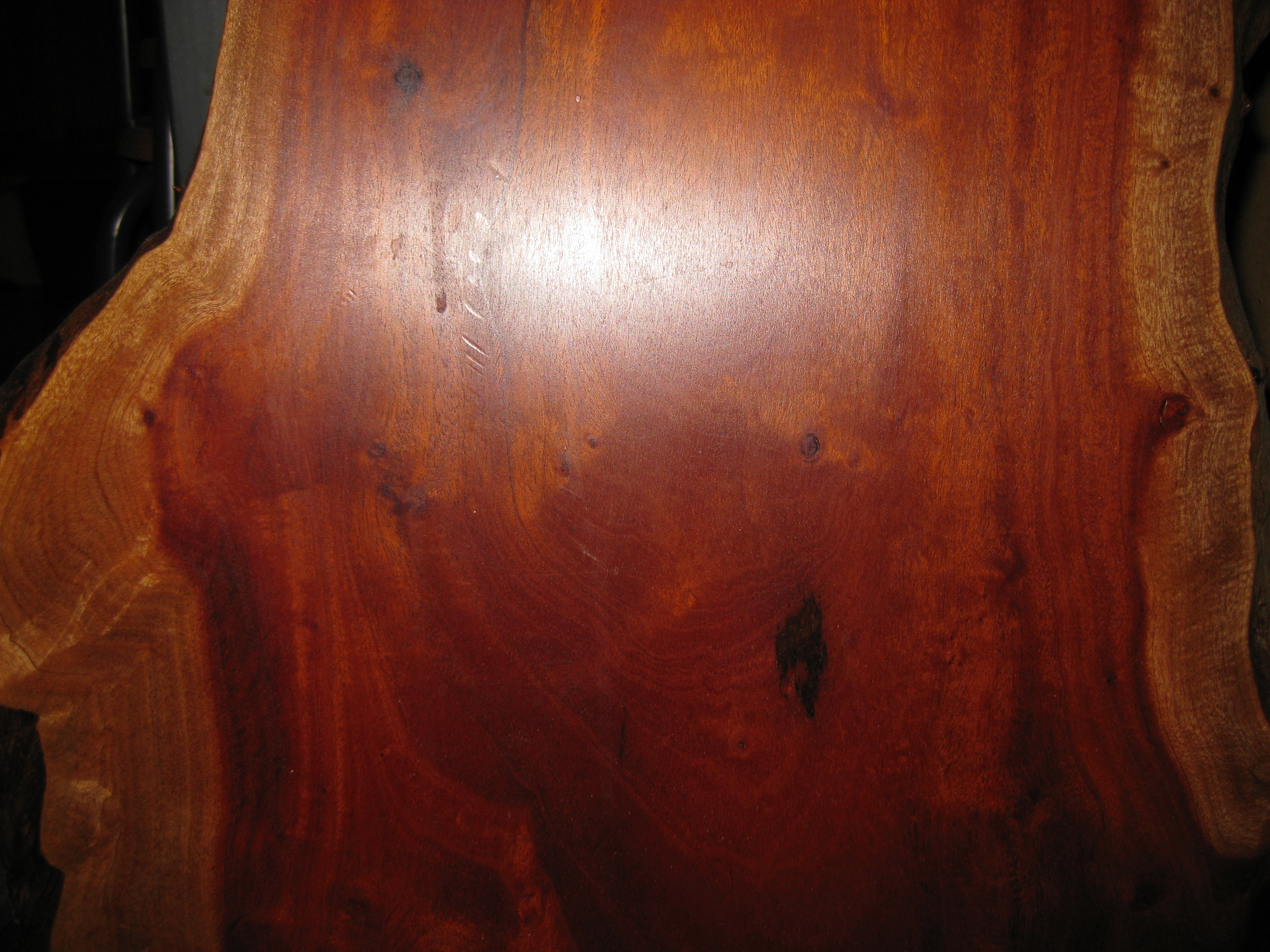
Dřevo svietenie mahagonové
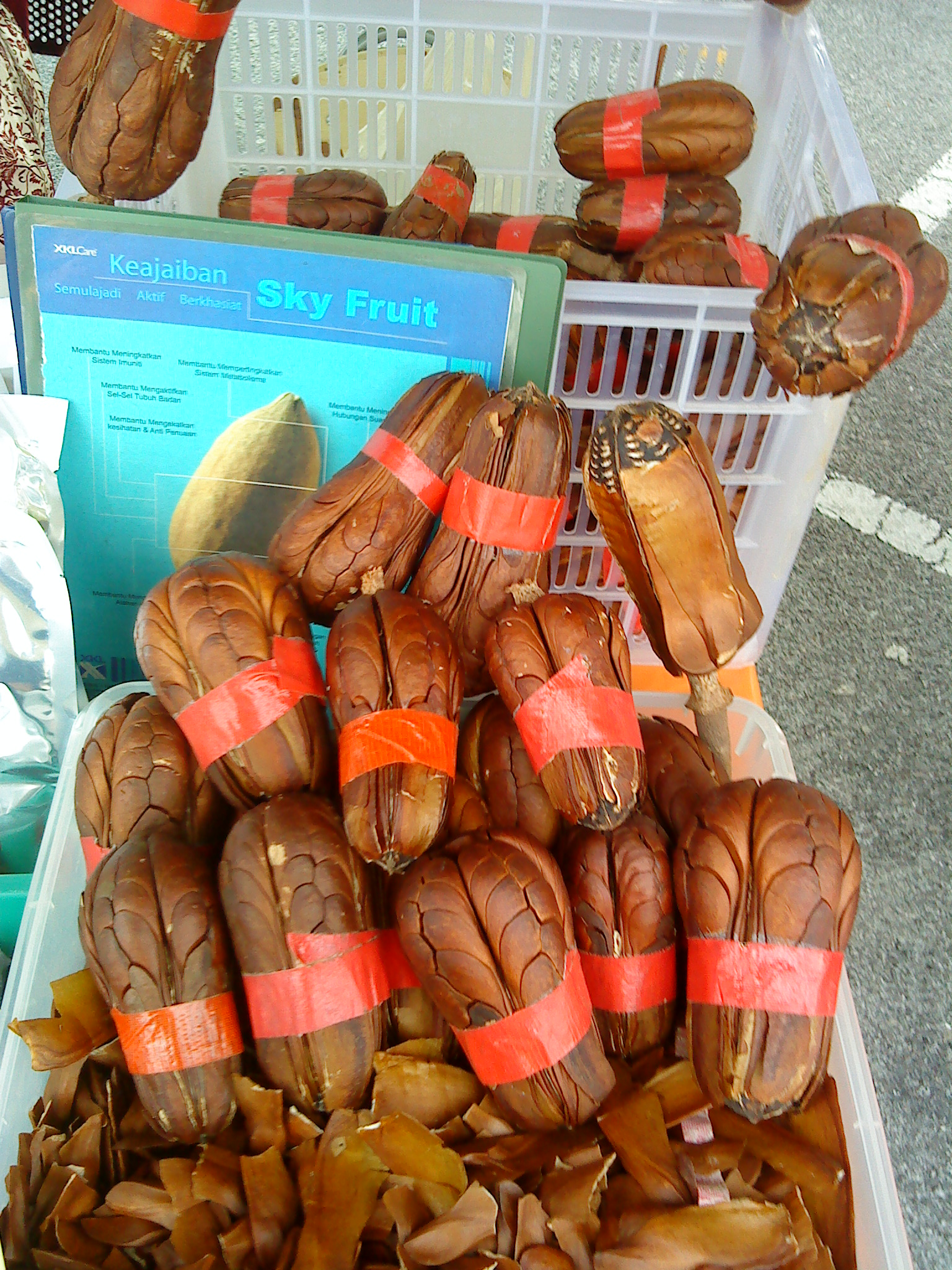
Semena svietenie velkolisté na trhu v Malajsii